# Turn It On Again: The Tour
Turn It On Again: The Tour war eine Reunion-Tournee der britischen Progressive-Rock-Band Genesis. Sie markierte die Rückkehr ihres ehemaligen Sängers und Schlagzeugers Phil Collins, der die Band 1996 verlassen hatte und war gleichzeitig die erste Genesis-Tournee seit 1998.

## Hintergrund
Nach dem Abschluss ihrer Tournee zu ihrem letzten regulären Studioalbum … Calling All Stations … im Mai 1998 legten Genesis eine mehrjährige Pause ein, in der sich die Mitglieder vorrangig ihren Solo- und Nebenprojekten widmeten, sowie bislang unveröffentlichte Studio- und Liveaufnahmen von Genesis in Form der Boxsets Archive I – 1967–1975 (1998) und Archive II – 1976–1992 (2000) veröffentlichten. Im Zuge dieser Veröffentlichungen kamen immer wieder Gerüchte einer Wiedervereinigung Genesis’ mit ihren ehemaligen Mitgliedern Peter Gabriel und Steve Hackett auf, die sich jedoch nie bestätigten. Erst im November 2005, als Phil Collins in einem Interview mit der BBC während seiner First Final Farewell Tour erzählte, dass er sich durchaus vorstellen könnte, wieder bei Genesis Schlagzeug zu spielen, sofern sich Peter Gabriel als Sänger beteilige, verdichteten sich die Spekulationen erneut.
Am 7. November 2006 kündigten Tony Banks, Phil Collins und Mike Rutherford schließlich während einer Pressekonferenz offiziell an, im Jahr 2007 tatsächlich auf eine Reunion-Tour durch Europa und Nordamerika zu gehen. Dabei berichteten sie, dass sie ursprünglich eine Reunion-Tour mit Peter Gabriel als Sänger und Steve Hackett als Gitarristen geplant hatten, bei der sie ihr Konzept-Doppelalbum The Lamb Lies Down on Broadway (1974) noch einmal aufführen wollten. Gabriel zeigte sich dieser Idee zwar aufgeschlossen, stand jedoch aufgrund eigener Aktivitäten für eine Neuauflage von Genesis in Fünferbesetzung vorerst nicht zur Verfügung. Daraufhin sah auch Steve Hackett keinen Grund für eine Teilnahme an einer Wiedervereinigung von Genesis, da nach dem Ausstieg von Gabriel die Viererbesetzung der Band in den Jahren 1976 und 1977 lediglich eine kurze Übergangsphase gewesen sei. Die verbliebenen Mitglieder Banks, Collins und Rutherford beschlossen daher, in der erfolgreichen Dreierbesetzung auf Tour zu gehen. Als Gastmusiker für die Konzerte verpflichteten Genesis wieder den Schlagzeuger Chester Thompson und den Gitarristen Daryl Stuermer, die die Band bereits zwischen 1978 und 1992 auf jeder Tour unterstützt hatten.
Die Tournee startete am 11. Juni 2007 in Helsinki und endete am 13. Oktober des gleichen Jahres in Los Angeles. Während des Tourabschnitts in Europa entstanden die Aufnahmen für das 2007 veröffentlichte Livealbum Live over Europe 2007. Das Abschlusskonzert der Europa-Tournee im Circus Maximus in Rom am 14. Juli 2007 (ein Gratiskonzert vor über 500.000 Zuschauern) wurde gefilmt und 2008 als Live-DVD Genesis – When in Rome veröffentlicht. Zudem wurde das zweite der beiden Konzerte in der LTU-Arena in Düsseldorf am 27. Juni 2007 live in Kinos in Großbritannien, Schweden und Spanien übertragen. Zudem gaben Genesis erstmals seit ihrer We Can’t Dance Tour (1992) wieder Konzerte in den USA und Kanada.
Die Tour wurde ein großer Erfolg. Allein für die neun Konzerte in Deutschland wurden mehr als 200.000 Tickets verkauft.

## Setlist
Genesis entschieden sich für eine ausgewogene Setlist, die Material ihrer Studioalben von Selling England by the Pound (1973) bis We Can’t Dance (1991) einschloss. Dabei wurden zum ersten Mal nach langer Zeit auch wieder Songs wie In the Cage, Afterglow, Ripples und Los Endos gespielt. Fast jedes Lied wurde dabei zum ersten Mal in einer tieferen Tonart aufgeführt wurde, um Collins‘ Stimmumfang gerecht zu werden. Lediglich Hold on My Heart, Follow You Follow Me und alle Instrumental-Stücke wurden in derselben Tonart wie ihre ursprünglichen Studioaufnahmen aufgeführt.
Die Setlist blieb während der gesamten Tour unverändert.

### Setlist
- Duke’s Intro (Behind the Lines/Duke’s End)
- Turn It On Again
- No Son of Mine
- Land of Confusion
- In the Cage (incl. Medley: The Cinema Show/Duke’s Travels)
- Afterglow
- Hold on My Heart
- Home by the Sea/Second Home by the Sea
- Follow You Follow Me
- Firth of Fifth (instrumental section)
- I Know What I Like (In Your Wardrobe)
- Mama
- Ripples
- Throwing It All Away
- Domino
- Conversation with Two Stools/Drum Duet
- Los Endos
- Tonight, Tonight, Tonight
- Invisible Touch

Zugaben:
- I Can’t Dance
- The Carpet Crawlers

## Tourdaten
| Nr.                 | Datum              | Stadt             | Land               | Veranstaltungsort        | geschätzte Besucherzahl | Anmerkungen    |
| Leg 1 – Europa      | Leg 1 – Europa     | Leg 1 – Europa    | Leg 1 – Europa     | Leg 1 – Europa           | Leg 1 – Europa          | Leg 1 – Europa |
| ------------------- | ------------------ | ----------------- | ------------------ | ------------------------ | ----------------------- | -------------- |
| 1                   | 11. Juni 2007      | Helsinki          | Finnland           | Olympiastadion           | 32.237                  |                |
| 2                   | 14. Juni 2007      | Herning           | Danemark           | MCH Messecenter          | 35.785                  |                |
| 3                   | 15. Juni 2007      | Hamburg           | Deutschland        | AOL Arena                | 45.835                  |                |
| 4                   | 17. Juni 2007      | Bern              | Schweiz            | Stade de Suisse          | 39.641                  |                |
| 5                   | 19. Juni 2007      | Linz              | Osterreich         | Linzer Stadion           | 23.392                  |                |
| 6                   | 20. Juni 2007      | Prag              | Tschechien         | Sazka Arena              | 18.881                  |                |
| 7                   | 21. Juni 2007      | Chorzów           | Polen              | Stadion Śląski           | 33.088                  |                |
| 8                   | 23. Juni 2007      | Hannover          | Deutschland        | AWD-Arena                | 48.908                  |                |
| 9                   | 24. Juni 2007      | Brüssel           | Belgien            | Stade Roi-Baudouin       | 30.736                  |                |
| 10                  | 26. Juni 2007      | Düsseldorf        | Deutschland        | LTU Arena                | 88.397                  |                |
| 11                  | 27. Juni 2007      | Düsseldorf        | Deutschland        | LTU Arena                | 88.397                  |                |
| 12                  | 28. Juni 2007      | Stuttgart         | Deutschland        | Gottlieb-Daimler-Stadion | 50.736                  |                |
| 13                  | 30. Juni 2007      | Paris             | Frankreich         | Parc des Princes         | 49.606                  |                |
| 14                  | 1. Juli 2007       | Amsterdam         | Niederlande        | Amsterdam Arena          | 52.662                  |                |
| 15                  | 3. Juli 2007       | Berlin            | Deutschland        | Olympiastadion           | 57.434                  |                |
| 16                  | 4. Juli 2007       | Leipzig           | Deutschland        | Zentralstadion           | 46.676                  |                |
| 17                  | 5. Juli 2007       | Frankfurt am Main | Deutschland        | Commerzbank-Arena        | 44.040                  |                |
| xx                  | 7. Juli 2007       | London            | England            | Wembley Stadium          | —                       | Live Earth     |
| 18                  | 7. Juli 2007       | Manchester        | England            | Old Trafford             | 45.066                  |                |
| 19                  | 8. Juli 2007       | London            | England            | Twickenham Stadium       | 54.279                  |                |
| 20                  | 10. Juli 2007      | München           | Deutschland        | Olympiastadion           | 68.951                  |                |
| 21                  | 12. Juli 2007      | Lyon              | Frankreich         | Stade de Gerland         | 30.830                  |                |
| 22                  | 14. Juli 2007      | Rom               | Italien            | Circo Massimo            | 500.000                 |                |
| Leg 2 – Nordamerika |                    |                   |                    |                          |                         |                |
| 23                  | 7. September 2007  | Toronto           | Kanada             | BMO Field                | 22.963                  |                |
| 24                  | 8. September 2007  | Buffalo           | Vereinigte Staaten | HSBC Arena               | —                       |                |
| 25                  | 9. September 2007  | Pittsburgh        | Vereinigte Staaten | Mellon Arena             | —                       |                |
| 26                  | 11. September 2007 | Boston            | Vereinigte Staaten | TD Banknorth Garden      | 12.400                  |                |
| 27                  | 12. September 2007 | Albany            | Vereinigte Staaten | Times Union Center       | —                       |                |
| 28                  | 14. September 2007 | Montréal          | Kanada             | Stade Olympique          | 39.737                  |                |
| 29                  | 15. September 2007 | Ottawa            | Kanada             | Scotiabank Place         | 12.137                  |                |
| 30                  | 16. September 2007 | Hartford          | Vereinigte Staaten | Civic Center             | 11.172                  |                |
| 31                  | 18. September 2007 | Philadelphia      | Vereinigte Staaten | Wachovia Center          | 36.007                  |                |
| 32                  | 19. September 2007 | Philadelphia      | Vereinigte Staaten | Wachovia Center          | 36.007                  |                |
| 33                  | 20. September 2007 | Philadelphia      | Vereinigte Staaten | Wachovia Center          | 36.007                  |                |
| 34                  | 22. September 2007 | Columbus          | Vereinigte Staaten | Nationwide Arena         | 13.181                  |                |
| 35                  | 23. September 2007 | Washington, D.C.  | Vereinigte Staaten | Verizon Center           | 13.198                  |                |
| 36                  | 25. September 2007 | New York City     | Vereinigte Staaten | Madison Square Garden    | 12.752                  |                |
| 37                  | 27. September 2007 | East Rutherford   | Vereinigte Staaten | Giants Stadium           | 38.019                  |                |
| 38                  | 29. September 2007 | Cleveland         | Vereinigte Staaten | Quicken Loans Arena      | 13.944                  |                |
| 39                  | 30. September 2007 | Auburn Hills      | Vereinigte Staaten | Palace of Auburn Hills   | —                       |                |
| 40                  | 2. Oktober 2007    | Chicago           | Vereinigte Staaten | United Center            | 37.221                  |                |
| 41                  | 3. Oktober 2007    | Chicago           | Vereinigte Staaten | United Center            | 37.221                  |                |
| 42                  | 4. Oktober 2007    | Chicago           | Vereinigte Staaten | United Center            | 37.221                  |                |
| 43                  | 6. Oktober 2007    | Denver            | Vereinigte Staaten | Pepsi Center             | —                       |                |
| 44                  | 9. Oktober 2007    | San Jose          | Vereinigte Staaten | HP Pavilion at San Jose  | 11.578                  |                |
| 45                  | 10. Oktober 2007   | Sacramento        | Vereinigte Staaten | ARCO Arena               | —                       |                |
| 46                  | 12. Oktober 2007   | Los Angeles       | Vereinigte Staaten | Hollywood Bowl           | 31.757                  |                |
| 47                  | 13. Oktober 2007   | Los Angeles       | Vereinigte Staaten | Hollywood Bowl           | 31.757                  |                |

## Band
- Tony Banks: Keyboards, Hintergrundgesang
- Phil Collins: Gesang, Schlagzeug
- Mike Rutherford: Bass, Gitarre, Hintergrundgesang
- Daryl Stuermer: Gitarre, Hintergrundgesang
- Chester Thompson: Schlagzeug, Percussion